# Methylperfluor(5-methyl-4,7-dioxanon-8-enoat)
Methylperfluor(5-methyl-4,7-dioxanon-8-enoat) ist eine chemische Verbindung aus der Gruppe der per- und polyfluorierten Alkylverbindungen (PFAS) bzw. genauer der Per- und Polyfluoralkylether.

## Verwendung
Patente wurden bisher u. a. auf Anträge von Chemours, DuPont und Mitsubishi für Anwendungen beispielsweise in der Elektrotechnik (Fotolithografie, Halbleiter) oder für Beschichtungen ausgestellt.
Laut Angaben der chemischen Industrie handelt es sich bei Methylperfluor(5-methyl-4,7-dioxanon-8-enoat) um eine von 256 PFAS mit kommerzieller Relevanz aus der OECD-Liste von 4730 PFAS.

## Verwandte Stoffe
- Methylperfluor[8-(fluorformyl)-5-methyl-4,7-dioxanonanoat]